# Риксдалер
Риксда́лер — одна из денежных единиц мультивалютной денежной системы Швеции XVI—XIX столетий. Первые крупные серебряные монеты, получившие название далера, отчеканили в 1534 году во время правления Густава I Ваза. Впоследствии, по мере порчи мелкой разменной монеты, в стране возникли счётная денежная единица далер, равная четырём маркам, и реальная крупная серебряная монета, названная по аналогии с немецким рейхсталером риксдалером. На протяжении трёх столетий содержание в нём серебра было относительно стабильным — около 25,5 г. Также выпускали дробные номиналы в 1⁄24, 1⁄12, 1⁄6, 1⁄4, 1⁄3, ½ и 2⁄3 риксдалера. Одновременно с реальной полновесной монетой в Швеции появлялись и другие денежные единицы, чью стоимость пытались, в основном безуспешно, приравнять к полновесному риксдалеру. К ним относят риксдалеры банко, риксдалерплаты, риксдалер риксгельды, риксдалер каролины и другие.
27 мая 1873 года между Данией и Швецией был подписан Скандинавский монетный союз, который предполагал отказ от серебряного стандарта и унификацию денежных единиц обеих стран на основе кроны стоимостью в 0,4032 г чистого золота. Последние риксдалеры были отчеканены в 1873 году, а их размен проводился до 1 января 1875 года.

## Предпосылки появления
В 1486 году эрцгерцог Тироля Сигизмунд в связи с нехваткой золота и, в то же время, наличием серебряных рудников в своём государстве выпустил большую серебряную монету. По стоимости содержащегося в ней металла (31,7 г серебра 935 пробы) новая денежная единица была эквивалентна золотому рейнскому гульдену. По своей сути чеканка серебряного гульдена стала первой в Священной Римской империи попыткой заменить золотые монеты серебряными аналогами. Новую монету называли «гульдинером» и «гульденгрошем». Появление крупной серебряной денежной единицы соответствовало нуждам торговли Европы того времени. Вначале крупные серебряные монеты выпускались мизерными тиражами и по своей сути являлись донативными, то есть подарочными. В 1510—1512 годах в области Рудных гор на северо-востоке Богемии были открыты богатые месторождения серебра. По приказу местного правителя Штефана Шлика в 1516 году был основан посёлок рудокопов, который получил название Таль, от нем. Tal — долина. В следующем, 1517 году, разросшийся город получил название Иоахимсталя (в честь покровителя рудокопов святого Иоахима).
По средневековым меркам, тираж новых гульдинеров был огромен. Всего до 1545 года из серебра рудников Иоахимсталя было отчеканено более 3 млн экземпляров иоахимсталеров. Это принесло не только колоссальный доход семейству Шликов, но и повлекло их распространение по всей Германии, Чехии, Венгрии и в других странах. Большое количество характерных денежных знаков привело к тому, что их стали называть по месту чеканки «иоахимсталерами», или сокращённо «талерами». Это название позже перешло на все типы гульденгрошенов. В Швеции оно трансформировалось в далер.

## Первые далеры
Впервые крупную серебряную монету в Швеции отчеканили во время правления Стена Стуре Младшего в 1512 году. В нумизматической литературе её называют «гуллен» (от «гульдинер») или «стормунт» (от швед. stormynt). Так как этот аристократ являлся регентом, а не королём, то на аверс был помещён не его портрет, а нейтральное изображение святого-покровителя Стокгольма Эрика. На момент выпуска первого далера в 1534 году во время правления Густава I Ваза на территории Швеции действовала денежная система, предполагавшая использование следующих единиц (см. табл. 1):
| Марка | Эре | Эртуг | Пеннинг |
| ----- | --- | ----- | ------- |
| 1     | 8   | 24    | 192     |
|       | 1   | 3     | 24      |
|       |     | 1     | 8       |

Первые далеры содержали 28,06 г чистого серебра. Их выпускали из серебра 953 пробы, а общий вес монеты составлял 29,44 г. На них изображён король в распахнутой мантии с мечом в правой руке и державой в левой. Новая монета соответствовала 3 маркам. Уже в 1540 году содержание серебра в монете было снижено до 25,5—25,6 г. Затем в течение трёх столетий, вплоть до прекращения существования, этот вес оставался эталонным для риксдалера, хоть и был подвержен незначительным колебаниям.

## Разделение далера и риксдалера
Содержание серебра в других шведских денежных единицах не было столь постоянным. В стране сложилась характерная для Западной Европы практика одновременного обращения полновесной крупной и неполноценной мелкой разменной монеты. На этом фоне рыночный курс обмена марок на далеры постоянно снижался. Так, во время правления Юхана III (1569—1592) реальный курс серебряного далера вырос с 4,5 до 38 марок. Инфляционный пик пришёлся на начало русско-шведской войны 1590—1595 годов. Его причинами стали порча мелкой разменной монеты для покрытия военных нужд и слабость финансовой системы государства.
Попытка установить фиксированный курс 1 далер = 4 марки привела к формированию двух денежных единиц. Первая, реальная, представляла собой серебряные монеты с фиксированным количеством благородного металла, вторая — счётная. Реальная монета, по аналогии с немецким рейхсталером, имевшая приблизительно равное количество чистого серебра (25,5 г в шведской, 25,98 г в немецкой), получила название «риксдалера». Счётная, равная 4 маркам, сохранила именование «далер» и просуществовала до 1776 года.
В таблице 2 приведены официальные курсы обмена одних шведских денежных единиц на другие, свидетельствующая о наличии серьёзных проблем денежной системы государства, постоянной порче монеты и частой замене обесценившихся денег.
| Дата                 | Официальный курс обмена | Причина                      |
| -------------------- | --- | ---------------------------- |
| 12 мая 1575          | 1 далер = 4 новым маркам (действовало до 1589 года) 1 новая марка = 6,5 старых в монетах 1571—1574 годов 1 новая марка = 3,25 старого в монетах 1570 года 1 новая марка = 2,375—2,75 старого в монетах 1569 года 1 новая марка = 1,25—1,625 старого в монетах времён правления Эрика XIV (1560—1568)                                                    | Замена старых марок на новые |
| 12 января 1593 года  | 1 новая марка = 4 старым в монетах 1591—1592 годов номиналом в 1 марку и 2 эре 1 новая марка = 2 старым в монетах номиналом в ½ эре 1 новая марка = 11⁄3 старого в монетах 1590 года, и монетам номиналом в 2 и ½ марки 1591—1592 годов 1 новая марка = 1 старой в монетах до 1590 года 1 далер = 4 маркам 1 серебряный далер = 4,5 марки = 1,125 далер | Замена старых марок на новые |
| 7 сентября 1619 года | 1 риксдалер = 52 эре = 6,5 марки = 1,625 далера |                              |

## Серебряно-медный стандарт 1624—1777 годов

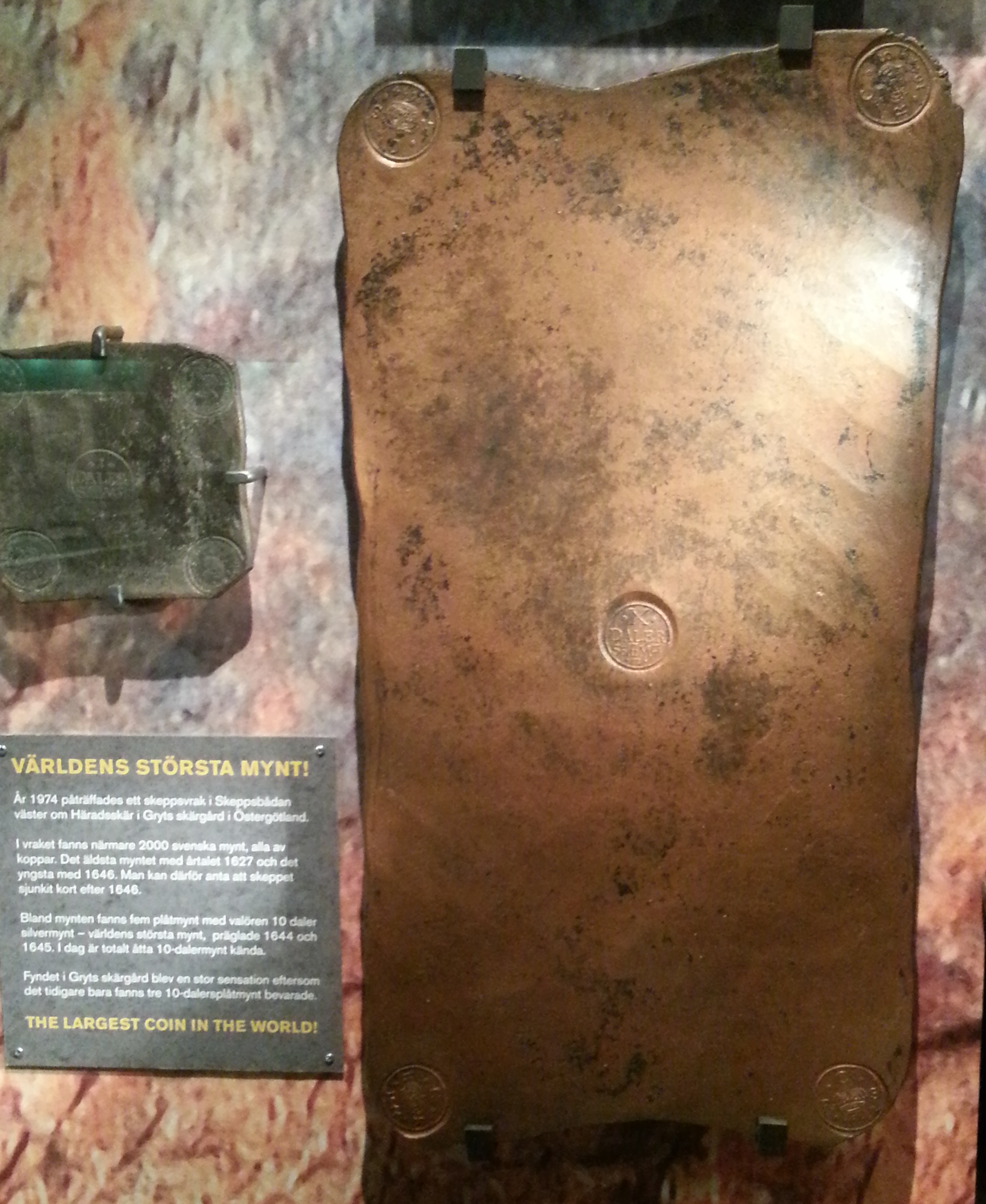
10 далеров серебром

В начале XVII столетия в Швеции обнаружили богатейшие залежи меди. Об их размерах свидетельствует то, что страна стала основным мировым экспортёром данного металла. Первые медные монеты отчеканили в 1624 году. Их номинальная стоимость должна была соответствовать цене металла. Государство стало единственным в Европе, чья денежная система была основана на медно-серебряном биметаллизме. Проблема, вызвавшая усложнение торговых взаимоотношений, заключалась в непостоянном соотношении цены серебра и меди. В 1633 году государство официально понизило курс меди к серебру вдвое. Таким образом медная монета номиналом в 1 эре стала соответствовать ½ серебряных эре. В 1643 году курс был снижен ещё на 20 %, а в 1665 году — ещё на 1⁄6. В результате сформировались две параллельные системы денежного обращения — серебряная и медная. Соотношение серебряного далера (daler silvermynt, d. s. m.) и медного (daler kopparmynt, d. k. m.) после 1665 года составляло 1 к 3.
В государстве чеканили медные эре с указанием «S. M.», что означало содержание в ней эквивалентного серебряной монете по цене количества меди. В 1644 году, при королеве Кристине, начали производить крупные медные таблички с клеймами монетного двора, приравнивающие их к определённому количеству серебряных далеров. Медные слитки были довольно тяжёлыми и соответственно непригодными для проведения ежедневных торговых операций. Так, к примеру медная плата, равная 10 риксдалерам, весила 19,715 кг. Выпускали подобные деньги достаточно долго, вплоть до 1760 года. Соотношение цены серебра и меди было подвержено колебаниям. Платы с номинальной стоимостью в два далера серебром получили название «риксдалерплот» (швед. Riksdalerplåt).
Вследствие появления нескольких систем денежных расчётов, наличия множества денежных единиц, возникла необходимость в специальных обозначениях различных типов риксдалеров. Полновесная серебряная монета в первой половине XVII столетия получила название «риксдалера спесие» (швед. riksdaler specie). При официальном курсе 1 риксдалер — 6 марок — 48 эре, в 1660-х годах, счётная единица обозначавшая 6 марок получила название «риксдалера каролин», а 48 эре — «риксдалера курант». Учитывая, что реальный курс отличался от официального, риксдалер специе стоил больше риксдалера каролин, а последний больше риксдалера курант. После 1665 года термином риксдалер каролин стали обозначать то количество монет, которое содержало 21,6684 г чистого серебра.
В 1661 году банк Стокгольма выпустил первые шведские банкноты. Вначале они были популярны в народе, так как их было удобнее использовать при расчётах по сравнению с тяжёлыми медными платами. Однако первый опыт оказался неудачным. Неконтролируемый выпуск бумажных денег привёл к их обесцениванию. В 1664 году банк был вынужден прекратить свободный обмен на металлические деньги. Риксдаг постановил прекратить хождение бумажных денег и обменять их на металлические по номинальной стоимости. Обанкротившийся банк закрыли. В 1668 году открыли Риксбанк, наиболее старый центральный государственный банк, который вновь наладил выпуск банкнот.
Во время правления Карла XII предприняли попытку выпуска кредитных медных далеров, равных по цене серебряным риксдалерам. Выпуск предназначался для покрытия расходов, связанных с ведением Северной войны. Попытка стабилизировать финансовое состояние государства принудительными мерами потерпела крах. Медные аналоги серебряных риксдалеров, по имени ответственного за их выпуск аристократа, получили название «далеров Гёрца». Выпуск огромного (по разным оценкам от 20 до 40 млн) количества этих монет привёл к полному расстройству финансовой системы страны. Сам барон Герц был повешен в 1719 году.
Вплоть до реформы 1776 года денежное обращение в Швеции отличало наличие множества денежных единиц. Наряду с бумажными деньгами в обороте находились 5 основных типов монет — эре курант, каролины, риксдалеры, дукаты и медные платы. Курс обмена одних на другие постоянно менялся, что создавало множество трудностей для торговли. Необходимость налаживания денежной системы привело к реформе, реализованной в 1777 году, предполагавшей введение серебряного монометаллизма.

## Риксдалер в 1777—1873 годах
В 1776 году проведена реформа, предполагавшая унификацию денежного обращения. Основной денежной единицей становился стабильный риксдалер, равный 48 скиллингам по 12 рундштюков каждый. Старые денежные единицы подлежали обмену в 1777 году. Последовавшие вскоре события привели к новому дисбалансу в системе денежного обращения. Для покрытия военных нужд во время войны с Россией 1788—1790 годов был создан Шведский национальный кредитный союз (швед. Riksgäldskontoret). Он начал массово выпускать ценные бумаги, номинированные в риксдалерах, получившие название «риксдалеров риксгельд» (швед. riksdaler riksgäld). Новые бумажные деньги влились в оборот, однако их реальная стоимость сильно отличалась от номинальной. Одновременно с риксдалерами риксгельд циркулировали банкноты центрального банка, также номинированные в риксдалерах. В отличие от ценных бумаг кредитного союза их продолжали обменивать на серебряные монеты по номиналу.
В 1808—1809 годах Густав IV Адольф, для покрытия военных нужд во время очередной войны с Россией, был вынужден прибегнуть к массовой эмиссии риксдалеров центральным банком. В результате и их курс снизился относительно серебряной монеты. Банкноты центрального банка получили обозначение «риксдалеров банко». Последовавшее низложение короля, череда войн привели к банкротству государства. Меры, предпринятые для нормализации денежного обращения, позволили выпустить в 1830 году новую серию монет, а в сентябре 1834 года центральный банк Швеции начал обмен несколько обесцененных банкнот на серебряные монеты. В стране сложилась практика одновременного обращения сразу трёх денежных единиц, номинированных в риксдалерах. Монеты, номинированные в риксдалерах, имели вес 34 г серебра 750 пробы. В сентябре 1834 года Был установлен курс в 22⁄3 риксдалера банко за 1 риксдалер спесие. Курс риксдалеров риксгельд составлял 2⁄3 от банкнот центрального банка. Между ними сложилось следующее соотношение: 1 риксдалер спесие = 22⁄3 риксдалера банко = 4 риксдалеров риксгельд.

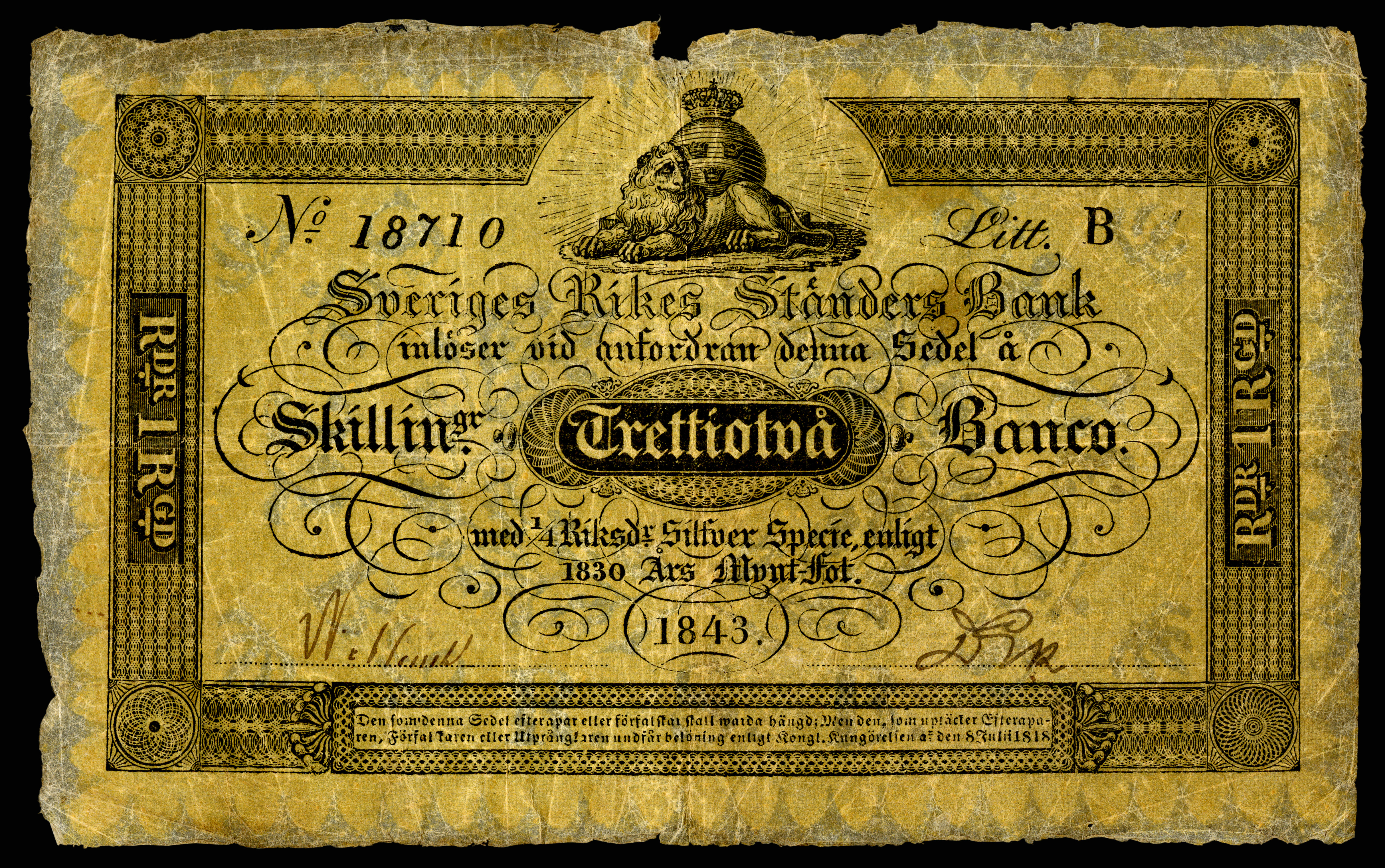
Банкнота с двойным указанием номинала: 32 скиллинга банко и ¼ риксдалер спесие

На банкнотах 1835—1855 годов указывали два обозначения — в риксдалерах банко и риксдалерах специе. Среди них присутствуют даже такие нестандартные номиналы, как 62⁄3 риксдалера банко (2,5 риксдалера специе) и 162⁄3 риксдалера банко (61⁄4 риксдалера специе). Ещё одной особенностью стало появление двух типов разменных денежных единиц — скиллингов. Соотношение 1 риксдалер — 48 скиллингов сохранялось, как для риксдалера банко, так и риксдалеров специе. Исходя из вышеуказанного курса риксдалер спесие содержал 128 скиллингов банко. С 1835 года чеканили исключительно «скиллинги банко», до 1835 — «скиллинги» без указания «спесие».
В 1855 году в стране была проведена реформа, предполагавшая введение десятичной денежной системы. Разменной единицей становилось эре. 100 эре составляли один риксдалер риксмюнт (швед. Riksmönt — государственная монета). Риксдалеры риксмюнт содержали 6,375 г чистого серебра (8,5 г серебра 750 пробы). 4 риксдалера риксмюнт приравнивались к одному риксдалеру спесие. В стране действовал серебряный стандарт. Золотые монеты выпускали только лишь для целей международной торговли. К ним относят получившие широкое распространение в качестве торговой монеты дукаты и каролины, содержавшие эквивалентное 10 французским франкам количество золота.
27 мая 1873 года между Данией и Швецией был подписан Скандинавский монетный союз, который предполагал отказ от серебряного стандарта и унификацию денежных единиц обеих стран на основе кроны стоимостью в 0,4032 г чистого золота. Последние риксдалеры отчеканили в 1873 году. Тогда же появились монеты номиналом в 10 и 20 крон. Серебряные кроны впервые выпустили в 1875 году. Размен старых денег на новые в Швеции проводился по курсу «1 риксдалер риксмюнт — 1 крона» до 1 января 1875 года.
В таблице 3 приведены официальные курсы обмена одних шведских денежных единиц на другие в 1777—1873 годах.
| Дата                 | Официальный курс обмена |
| -------------------- | --- |
| 1 января 1777 года   | 1 риксдалер = 48 скиллингов 1 скиллинг = 12 рундштюков 1 дукат = 123⁄24 риксдалера = 94 скиллинга                                                              |
| 29 августа 1803 года | 1 риксдалер банко = 1,5 риксдалера риксгельд = 72 скиллинга риксгельд                                                                                          |
| 7 апреля 1830 года   | 1 дукат = 2,125 риксдалера спесие |
| 1 октября 1834 года  | 1 риксдалер специе = 22⁄3 риксдалера банко = 4 риксдалера риксгельд                                                                                            |
| 1855                 | 1 риксдалер риксмюнт = 100 эре = 32 скиллинга банко 1 риксдалер риксмюнт = 1 риксдалер риксгельд 1 дукат = 8,25 риксдалера риксмюнт = 2,0625 риксдалера спесие |
| 29 декабря 1871      | 1 золотой каролин = 7,1 риксдалера риксмюнт |
| 30 мая 1873          | 1 крона = 1 риксдалер риксмюнт = 100 эре |